# Arrensou
L'Arrensou est une région naturelle située dans le département des Hautes-Pyrénées en région Occitanie.

## Toponymie
Son nom, apparenté à celui d'Arrens, restitue la prononciation réelle du nom médiéval du château de Renso (avec un o occitan prononcé ou et l'attaque ar- implicite devant R en gascon). Il est basé sur la racine arr- 'pierre, roc'.

## Geographie
Défini comme région naturelle ou encore pays traditionnel, l'Arrensou est un petit pays des Hautes-Pyrénées centré sur l'actuelle ville de Tournay. Il correspond aux hautes vallées de l'Arros et du Bouès comme en témoigne l'extension de l'archidiaconé de Tournay.

## Histoire
Pays stratégique entre la Bigorre, l'Astarac et le comté d'Aure, l'Arrensou apparaît dans l'histoire comme possession excentrée du comte Bohémond d'Astarac. Le roi de France Philippe IV le Bel y fit construire la bastide baptisée Tournay pour contrer l'influence du château de Mauvezin.